# ダヴィデ王 (オネゲル)
『ダヴィデ王』（ダヴィデおう、Roi David ）は、アルテュール・オネゲルが作曲した劇付随音楽、およびこれを改作したオラトリオである。前者は劇的詩篇（ Psaume Dramatique ）『ダヴィデ王』、後者は交響的詩篇（Psaume Symphonique ）『ダヴィデ王』と呼ばれる。テキストはいずれもスイスの劇作家で詩人のルネ・モラ（René Morax ）による。語り手のフランス語の美しさが要求されオネゲルの出世作とされている。

## 劇的詩篇『ダヴィデ王』
ルネ・モラが『旧約聖書』に基づき書いた舞台作品『ダヴィデ王』の付随音楽として作曲された。オネゲルは1921年2月25日に作曲を開始し、わずか2ヶ月後の4月28日に完成させた。
初演は6月11日、ローザンヌの北の町メジエールにあるジョラ劇場で行われた。
オーケストラ、混声合唱とソロ歌手、語り手で演奏されるが、劇場側の都合により、オーケストラはわずか17人（管楽器と打楽器、ピアノ、チェエレスタ、ハーモニウム。弦楽器はコントラバス1本のみ）という極めて特殊な編成であった。
「オリジナル版」と呼ばれる場合もあるが、演奏される機会は多くない。

## 交響的詩篇『ダヴィデ王』
1923年に「劇的詩篇」から改訂した。一人のナレーターが筋書きを説明する形にしたことで、舞台での演技を必要とせず、一種のオラトリオとして演奏が可能な作品となった。その他の変更点は、シナリオの短縮、曲順の若干の変更、オーケストレーションの拡大である。
一般的に、“オネゲルの『ダヴィデ王』”といえば、こちらの「交響的詩篇」を指す場合が多い。

### 楽器編成
2管編成であるが、各木管楽器の2番奏者は特殊楽器に持ち替える。
- フルート2  （ピッコロ1持ち替え）
- オーボエ2  （コーラングレ1持ち替え）
- クラリネット2  （バスクラリネット1持ち替え）
- ファゴット2  （コントラファゴット1持ち替え）
- ホルン4
- トランペット2
- トロンボーン3
- チューバ1
- ティンパニ
- バスドラム
- シンバル
- テナードラム
- プロヴァンス太鼓
- 銅鑼
- トライアングル
- ハープ
- ピアノ
- チェレスタ
- オルガン
- 弦五部
- ソプラノ、アルト、テノール独唱各1
- 混声合唱
- ナレーター1

### 演奏時間
約70分。

### 構成
27曲から成り、大きく3部に分けられる。1、2分程度の短い曲がほとんどであるが、第16曲「聖櫃の前の踊り」だけが10分を超える大曲となっている。「聖櫃の前の踊り」と終曲「ダヴィデの死」の終結部に現れる天使のハレルヤ・コーラスは同じ旋律を用いているが、これを除いて、全27曲の間にモチーフや旋律の共通性は見られない。各曲の間に筋書きを説明するナレーションが入る。
《第1部》
1.序奏

2.羊飼いダヴィデの歌
羊飼いの少年ダヴィデは、預言者サムエルから油を注がれ、神の恩寵を受ける存在となる。
3.詩篇「主を讃えよ」～ファンファーレとゴリアテの登場
少年ダヴィデはペリシテ人の巨人ゴリアテを倒す。
4.勝利の歌

5.行列
ペリシテ人を破ったイスラエル軍は凱旋し、イスラエルの王サウルはダヴィデに娘を与える。しかし、ダヴィデの人気に嫉妬したサウルはダヴィデを殺そうと企む。
6.詩篇「何も恐れるな」
サウル王から命を狙われたダヴィデは出奔し、荒野をさすらう。
7.詩篇「ああ！私に鳩の翼があれば」

8.預言者たちの頌歌

9.詩篇「神よ、我を憐れみ給え」
サウルが率いるイスラエルは再びペリシテ人と戦になるが敗色が濃厚となる。

10.サウルの陣営
11.詩篇「主は私の無量の光」
イスラエルの人々は神に祈るが、神からの答えはない。
12.まじない
巫女によって呼び出された預言者サムエルの霊は、サウル王が倒されることを告げる。窮したサウル王はギルボアの丘で自らの命を絶つ。

13.ペリシテ人の行進
14.ギルボアの嘆き
ダヴィデは、死んだサウル王や、親友であったサウルの息子ヨナタンを思い嘆き悲しむ。

《第2部》
ダヴィデがイスラエルの王となり、エルサレムが都となる。
15.祭りの頌歌

16.聖櫃の前の踊り
聖櫃をエルサレムに運ぶ行列が丘を上ってくる。ダヴィデは聖櫃の前で踊る。天使が現れてダヴィデの子孫に救世主があらわれることを予言する。天使たちのハレルヤの合唱。

《第3部》
17.賛美の歌「私の心から歌がほとばしる」

18.はしための歌
ダヴィデ王は部下ウリヤの妻バテシバの水浴する姿に欲情し、ウリヤを殺してバテシバを手に入れる。ダヴィデの思い上がりに神の罰がくだる。
19.懺悔の詩篇

20.詩篇「私は罪の内にはらまれ」

21.詩篇「私は山の方へと目をあげる」

22.エフライムの歌
反乱を起こした王子アブサロムはエフライムの森で討たれ、その首級がダヴィデのもとに届けられる。ダヴィデは息子を悼む。
23.ヘブライ人たちの行進
反乱軍を討った王の軍隊の行進。
24.詩篇「主よ、優しい愛であなたを愛します」
国に平和が戻ったが、再びダヴィデは慢心し、神の罰を受ける。この時の神の凄まじい怒りは、山々が崩れ落ちるほどであった。
25.詩篇
老いたダヴィデ王はエルサレムに荘厳な神殿を建築することを約束し、バテシバとの間に生まれた子、ソロモンに位を譲ることにする。
26.ソロモンの戴冠式

27.ダヴィデの死
ダヴィデは完成した神殿を眺め、神に感謝しつつ息を引き取る。再び、天使たちのハレルヤの声が響き渡る。